# Центральний (бахш, шагрестан Ерак)
Центральний (перс. مركزئ) — бахш в Ірані, в шагрестані Ерак остану Марказі. За даними перепису 2006 року, його населення становило 543859 осіб, які проживали у складі 150880 сімей.

## Дегестани
До складу бахша входять такі дегестани:
- Аманабад
- Аміріє
- Давудабад
- Маасуміє
- Машгад-е Мікан
- Мошкабад
- Седе
- Шамсабад